# Tacugama

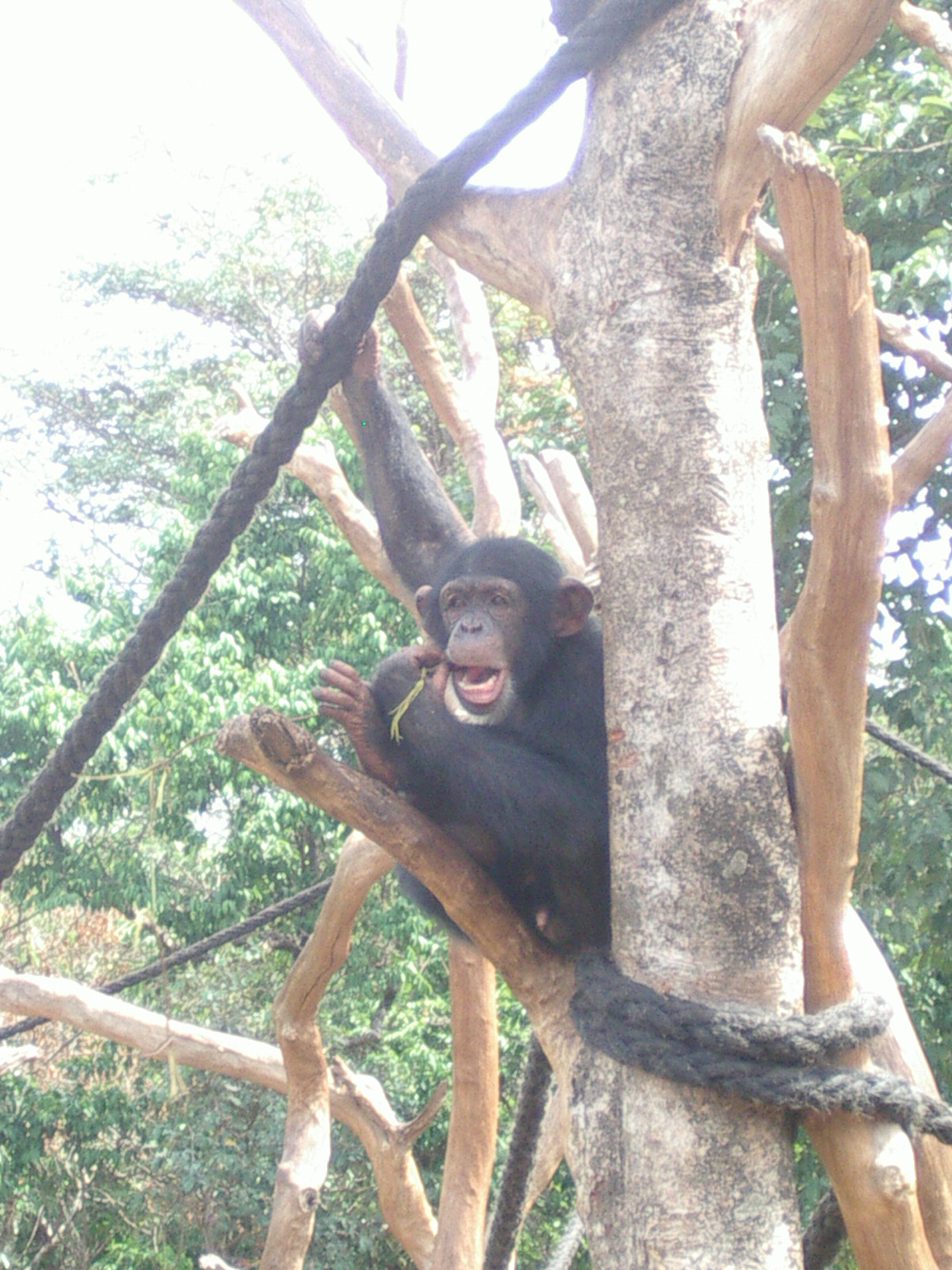
Schimpanse in Tacugama

Tacugama ist das bekannteste Schutzprojekt in Sierra Leone. Mit großer internationaler Unterstützung wird eines der wichtigsten Vorkommen des vom Aussterben bedrohten Westafrikanischen Schimpansen der Erde geschützt. Vor allem geht es um die Rettung ehemaliger „Haustier“-Schimpansen. Nach Erlass eines Schimpansen-Gesetzes im August 2007 ist der Besitz und Handel von Schimpansen in Sierra Leone verboten. Alle Tiere müssen an Tacugama abgegeben werden. 2020 kümmerte sich die Station um 99 Schimpansen, bis im Mai 2022 stieg die Anzahl auf insgesamt 112, Tendenz steigend. Neben der Auffangstation engagiert sich Tacugama stark im Schutz des Lebensraumes von Schimpansen in Sierra Leone, der Umweltbildung, Erforschung von Schimpansen und versucht zudem auf politischer Ebene die Lage für Wildtiere in Sierra Leone zu verbessern. Auf Tacugamas Initiative hin erklärte Sierra Leone den Schimpansen zum Nationaltier. Dies wurde im Zuge des Besuches von Jane Goodall im Jahr 2019 kommuniziert. 1981 lebten etwa 2000 Schimpansen in Sierra Leone, heute sind es – auf Grundlage einer 2009 und 2010 durchgeführten wissenschaftlich fundierten Zählung und Schätzung – mehr als 4000 Schimpansen.
Heute leben mehr als 100 Schimpansen im Schutzgebiet. Außerdem gibt es zahlreiche Vogel- und Kleintierarten.

## Der Park

### Einführung
Das Schutzgebiet liegt in unmittelbarer Umgebung von Freetown nahe dem kleinen Dorf Barthurst im Western Area Waldreservat. 1995 gegründet entwickelte sich das auch während des Bürgerkrieges niemals geschlossene Schutzgebiet schnell zu einem der weltweit wichtigsten Schutzgebiete für Schimpansen überhaupt. Vor allem Waisentiere und von Besitzern abgegebene Schimpansen werden hier betreut. Bis heute ist kein Schimpanse ausgewildert worden, da noch immer nach einem geeigneten Gebiet gesucht wird und geeigneter Lebensraum für Schimpansen generell rückgängig ist.

### Anreise
Tacugama kann man unkompliziert auch mit einem PKW in etwa 30 Minuten von Freetown erreichen (mit Ausnahme der letzten ca. 100 Meter).

### Unterkünfte und Einrichtungen
Es gibt ein Visitor Center, in dem man Informationen erhält. Zudem sind im gesamten Gebiet Hinweis- und Informationsschilder aufgestellt worden.
Im Mai 2007 wurde die kleine Tacugama Guest Lodge eröffnet. Sie bietet in ursprünglicher Natur einige Bunaglows mit eigenem Bad und guter Ausstattung an. Camping ist strengstens verboten. Alle Einnahmen werden zum Betrieb der Auffangstation und weiterer Naturschutzprojekte verwendet.

### Aktivitäten
Die Mitarbeiter des Schutzgebietes, die zum Teil seit dessen Bestehen dort arbeiten, bieten geführte Rundgänge mit informativen Erklärungen an. Auf der Tour, für die man sich zwei bis drei Stunden Zeit nehmen sollte, kommt man auch im informativen Information Center bzw. Museum vorbei.